# Messier 75
Messier 75 (também conhecido como M72 ou NGC 6864) é um aglomerado globular localizado na constelação de Sagittarius a 67 500 anos-luz da Terra. Foi descoberto por Pierre Méchain em 1780.
Possui um raio de 53 anos-luz e uma dimensão aparente de 6,6 minutos de arco. É classificado como classe I, o que significa que é um dos aglomerados mais densos conhecidos. Sua magnitude absoluta é -8,5, e é 180 000 vezes mais luminoso que o Sol.

## Descoberta e visualização

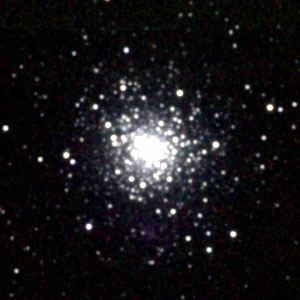
Messier 75, projeto 2MASS

O aglomerado globular foi descoberto pelo astrônomo francês Pierre Méchain em 27 de agosto de 1780, sendo catalogado pelo seu colega de observatório, Charles Messier, em 18 de outubro daquele ano. William Herschel, descobridor de Urano, foi o primeiro a resolver suas estrelas mais brilhantes.

## Características
É um dos aglomerados globulares mais tênues do catálogo Messier, situando-se a uma distância de 67 500 anos-luz em relação à Terra, muito além do núcleo da Via-Láctea, que está a uma distância de 47 600 anos-luz em relação ao aglomerado.
Devido a sua grande distância, apenas telescópios grandes são capazes de resolver suas estrelas. Seu diâmetro aparente de 6,6 minutos de grau correspondem a um diâmetro real de 130 anos-luz. Também é um dos mais luminosos, tendo uma luminosidade cerca de 180 000 vezes superior à luminosidade solar, correspondendo a uma magnitude absoluta de -8,55.